# عملية بوليبانك
عملية بوليبانك (بالإنجليزية: Operation Bully Bashing) هو الاسم الذي أُطلق على المواجهة العسكرية بين القوات العسكرية الصربية البوسنية التي حاولت نصب كمين لوحدات القتال الدنماركية والنرويجية والسويدية التي تشكل الكتيبة النوردية (NORDBAT 2) التابعة لقوة حماية الأمم المتحدة (UNPROFOR)، خارج مدينة توزلا في البوسنة والهرسك في 29 أبريل 1994م.
عند محاولة إغاثة القوات السويدية في نقطة المراقبة «تانجو ٢» بعد قرية كاليسيا ، تعرضت القوات الدنماركية لكمين من قبل لواء صرب البوسنة. وتم صد الكمين من قبل قوات الأمم المتحدة الاحتياطية التي ردت بإطلاق نيران كثيفة من دبابات ليوبارد 1 A5 الدنماركية في معركتين منفصلتين لإطلاق النار. ورغم عدم مقتل أي جندي دنماركي أو سويدي في العملية، فإن التقديرات تشير إلى أن عدد القتلى الصرب يصل إلى 150.
كانت هذه الحادثة هي المرة الأولى التي تنفذ فيها القوات المسلحة الدنماركية عمليات قتالية منذ الحرب العالمية الثانية قبل خمسين عامًا تقريبًا، وهي مصدر نقاش وجدل مستمر حول حقوق قوات حفظ السلام التابعة للأمم المتحدة في ممارسة القوة والمشاركة في القتال المباشر.

## قوة حماية الأمم المتحدة في البوسنة والهرسك
بدأت أعمال العنف والحرب الأهلية في مختلف أنحاء البلقان في عام 1991م مع انهيار اتحاد الجمهوريات اليوغوسلافية. منذ عام 1992م، امتد القتال إلى البوسنة والهرسك حيث حاولت الدولة تحقيق الاستقلال والاعتراف بها. وعلى أمل إرساء الأساس لاتفاقيات السلام وتقليل العواقب الإنسانية الناجمة عن القتال، نشرت الأمم المتحدة قوات لحفظ السلام في البوسنة بعد وقت قصير من اندلاع الصراع. في عام 1992م، وبعد فترة وجيزة من انتشار الحرب في البوسنة والهرسك، تم إنشاء قوة الحماية التابعة للأمم المتحدة (UNPROFOR) وإرسالها إلى المنطقة للقيام، من بين مهام أخرى، بدعم الجهود الإنسانية في جميع أنحاء البوسنة والهرسك، وفي النهاية نمت القوة إلي ما يقرب من 38,599 فردًا عسكريًا اعتبارًا من مارس 1995م. أنشأ مجلس الأمن ست مناطق آمنة تابعة للأمم المتحدة في جميع أنحاء البلاد في سراييفو ، وتوزلا، وسربرينيتشا ، وبيهاتش ، وجورازده ، وزيبا في عام 1993م لحماية المدنيين من تقدم جيش صرب البوسنة وعنفهم ضد السكان المدنيين أثناء تقدمه.
ومع ذلك، فإن إنشاء المناطق الآمنة التابعة للأمم المتحدة ساهم في تزايد الانتقادات الموجهة لعمليات حفظ السلام التابعة للأمم المتحدة بسبب التناقضات المفاهيمية الراسخة في إنشائها. ورغم أن الأطراف كانت ملزمة بمعاملة المناطق المحددة باعتبارها "آمنة" وفقاً لقرار مجلس الأمن، فإن قوات الأمم المتحدة للحماية التي تُدير هذه المناطق وتحميها لم تُمنح إلا القليل من الوسائل العملية لإنفاذ ولاياتها. في حين تم تفويض قوة الأمم المتحدة للحماية من حيث المبدأ باستخدام القوة للدفاع عن النفس وتنسيق الدعم الجوي لمهامها مع حلف شمال الأطلسي، تجنبت قيادة الأمم المتحدة استراتيجيًا المواقف التي تسمح لقوات حفظ السلام باستخدام القوة بشكل مشروع، بدلاً من توقع وجودهم وحده لردع الهجمات المحتملة وضمان أمن سكان المنطقة الآمنة. وعلاوة على ذلك، واجهت قوة الأمم المتحدة للحماية مهمة متناقضة جوهريًا تتمثل في تنفيذ أنشطة حفظ السلام التقليدية في منطقة لا يوجد فيها سلام يمكن الحفاظ عليه، بل تعاني من العنف المستمر.

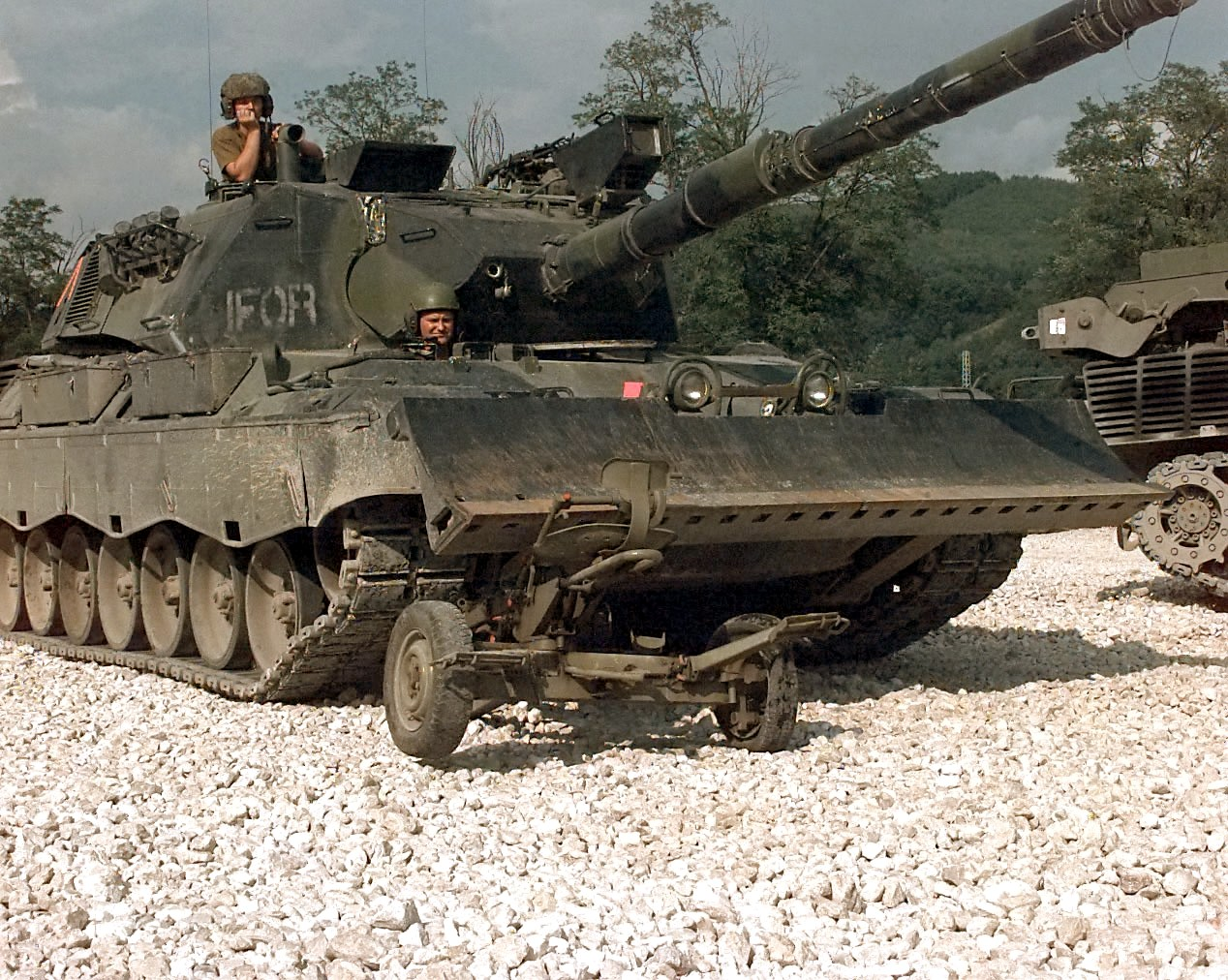
دبابة دنماركية من طراز ليوبارد 1A5 تابعة لقوة التنفيذ تسحق مدفعًا من طراز 20 مم في عام 1996م.